# Deckname

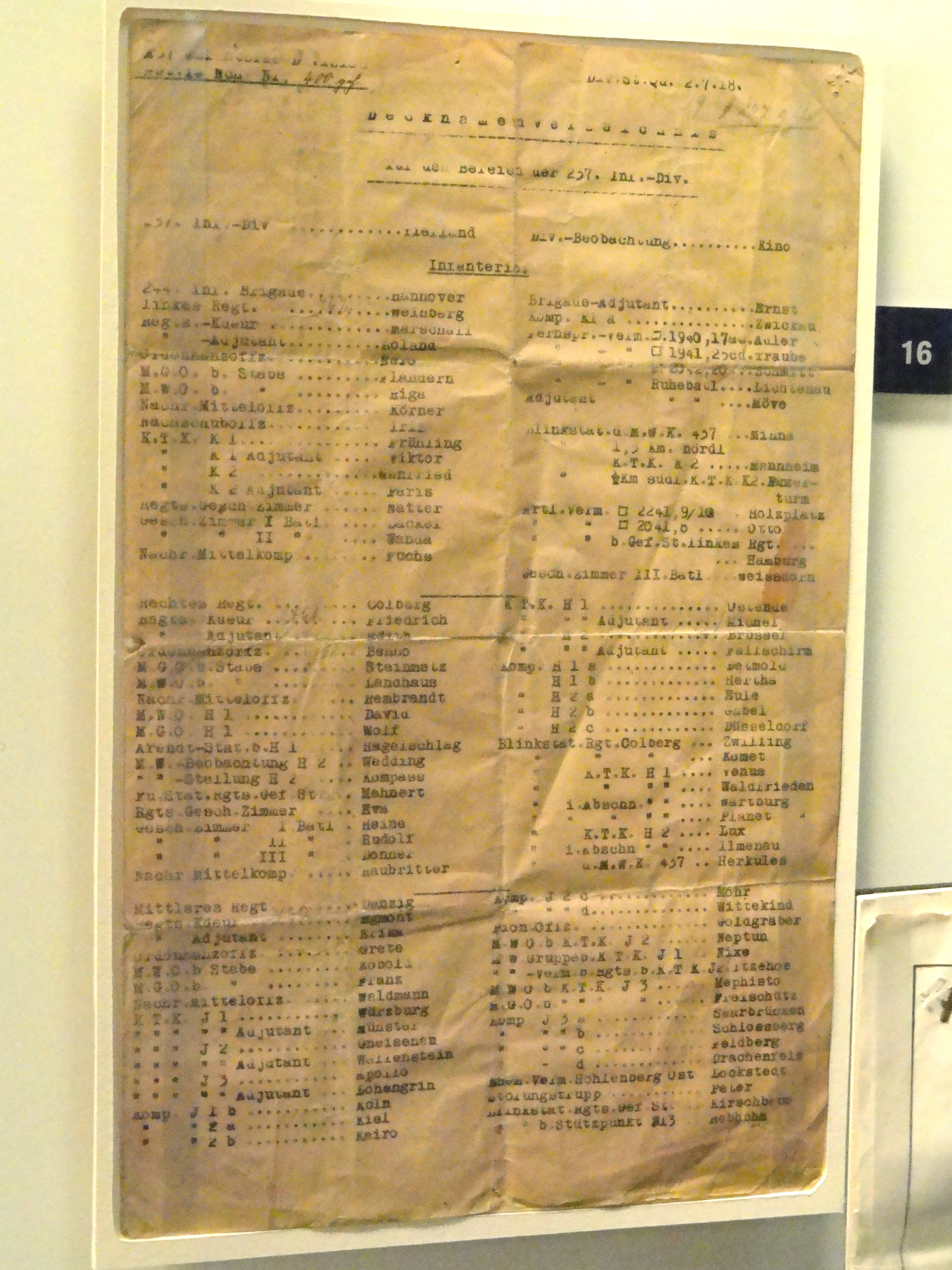
Decknamenverzeichnis vom 2. Juli 1918 einer deutschen Infanteriedivision im Ersten Weltkrieg (National World War I Museum).

Ein Deckname, auch Tarnname, Tarnbegriff, Chiffre oder Kryptonym, ist ein Name, der benutzt wird, um einen anderen Begriff, eine Sache oder die Identität einer Person oder einer Gruppe zu verschleiern. Auch eine Operation oder ein Projekt kann mit einem Decknamen geschützt werden, der in solchen Fällen oft Codename (oder Kodename) genannt wird. Der Deckname sollte so gewählt werden, dass man nicht auf die wahre Bedeutung schließen kann.
Häufig finden Decknamen im militärischen Bereich, bei Nachrichtendiensten und in der Spionage Verwendung, aber auch in der Industrie, um Projekte vor der Öffentlichkeit und insbesondere vor Konkurrenten zu verheimlichen. Ein weiteres Gebiet jüngerer Entwicklung ist die Anonymität bei Zeitungs-Kontaktanzeigen oder im Internet. In der Organisation Gehlen und im Bundesnachrichtendienst wurden/werden Decknamen für Personen (auch) als Dienstname bezeichnet und mit DN abgekürzt.
Es gibt mehrere Unterschiede zum Begriff des Pseudonyms, das regelmäßig nur Personen bezeichnet. Außerdem kann etwa bei Künstlernamen der Klarname durchaus bekannt sein, während es bei Decknamen auf die Geheimhaltung ankommt.
Oft kennen nur die eingeweihten Personen die wahre Bedeutung einer Chiffre, für Außenstehende bleibt sie in der Regel sinnleer und ein reiner Phantasiebegriff. Wenn jedoch die Chiffre bekannt wird, können damit zuvor geheimgehaltene Geschehen oder Objekt identifiziert werden.

## Personalnamen
Pseudonyme sowie Nick- oder Benutzernamen im Internet sind fingierte Namen, die die wahre Identität einer Person verschleiern sollen. Pseudonymische Decknamen sind auch die Kampfnamen (etwa Subcomandante Marcos), und Decknamen im politischen Widerstand und von politisch Verfolgten. So nahm z. B. Herbert Frahm im Kampf gegen die Nationalsozialisten den Namen Willy Brandt an, den er nach dem Krieg als seinen offiziellen Namen eintragen ließ.
Der Ausdruck Kryptonym betont den verschlüsselnden Aspekt und wird mit recht verschiedenen Bedeutungen verwendet:
- In der Kriminologie definiert Körner 2007[2] ihn als „einen von Tätern ausgedachten Namen zur Geheimhaltung und Verdeckung des richtigen Namens im Zusammenhang mit einer Straftat“.
- Im Anzeigenwesen können dort sog. Chiffren verwendet werden, um die wahren Identitäten der Personen zu verbergen.
- In der Literaturwissenschaft (Wilpert 2001[3]) ist Kryptonym ein Name einer Person, der den echten Namen ersetzt und unkenntlich macht. Eymer 1997[4] definiert: „Das Kryptonym beschreibt einen Autorennamen, dessen Buchstaben in Wörtern, Sätzen oder Abkürzungen verborgen sind.“

Es gibt zwei häufige Techniken für die Bildung solcher Kryptonyme:
- Entweder wird der Name durch Abkürzung des/der Vor- und/oder Nachnamen auf Buchstaben oder Silben mehr oder weniger verschleiert; meist erfolgen Abkürzungen auf Anfangsbuchstaben oder -silben (z. B. -ky als Verfasserkryptonym von Kriminalromanen des Autors Horst Bosetzky, oder Autorenschaftsangaben der ständigen Redakteure einer Zeitschrift)
- der Name wird gar im Text versteckt, indem seine Buchstaben nach einem bestimmten System darin verteilt werden

Typische Verschlüsselungen sind Anagramme (ein bekanntes Beispiel ist das Pseudonym von François-Marie Arouet, der sich Voltaire nannte), oder Verballhornungen.
Charakterisierend für diese Namensformen (Pseudonyme als allgemeine Gruppe) ist, selbstgewählt zu sein – Decknamen können aber auch vergeben werden (etwa von höheren Dienststellen und Gruppengenossen), und sind dann Nebennamen, ob verschlüsselnd, abkürzend, Phantasiewort oder einfach nur als ein anderer Name.
Ursprünglich dienten auch die Kneipnamen in Studentenverbindungen als Decknamen, während sie heute als Spitznamen dienen.

### Persönliche Codenamen im Geheimdienst
Persönliche Code- oder Decknamen werden häufig in Geheimdiensten und beim Sammeln bzw. Weitergeben geheimdienstlicher Informationen verwendet. Zu DDR-Zeiten setzte das Ministerium für Staatssicherheit sogenannte IM („Inoffizielle Mitarbeiter“) in der Bevölkerung ein. Diese wurden beim MfS unter Decknamen geführt, auch in internen Berichten und Akten, wodurch ihre Identifizierung nach dem Ende der DDR stark erschwert wurde.
Dass die wahre Identität eines Informanten und insbesondere eines Agenten jenen Personen, die mit ihm kooperieren, im Regelfall nicht bekannt ist, gehört einerseits zur Effektivität der Tätigkeit, andererseits dient sie dem teilweisen Schutz der jeweiligen Person. Im Fall des Ministeriums für Staatssicherheit (auch „Stasi“ genannt) hatten die Zentralstellen verschiedene Karteien, mit denen eine Zuordnung von Klarname, Deckname, Beruf usw. möglich war. In Bezug auf Datenbanken nennt man solche Vorgänge Verschneidung.
Wenn Decknamen „auffliegen“, hat dies oft merkliche Folgen. So gelangte auf ungeklärte Weise während der Wende in der DDR eine Kopie der sogenannten Stasi-Mob-Datei an die CIA, sodass der US-Geheimdienst die Klar- und Decknamen der Agenten der Hauptverwaltung A kannte, die im „Mobilmachungsfall“ (Kriegsfall) hätten aktiviert werden sollen. Die Beschaffung hieß bei der CIA Operation Rosewood, die Datenauszüge wurden später als Rosenholz-Dateien bekannt.

## Codewörter für verdeckte Operationen und andere Aktionen
- Bei der Planung und Durchführung von Operationen, die geheim gehalten werden sollen (Geheimdienst, Militär), werden Kryptonyme im Sinne von Kennwörtern verwendet. In diesen Fällen geht es in der Regel nicht um die Verschleierung von Personennamen. Beispiel: das "Manhattan-Projekt".
- Bei verdeckten Kommandoaktionen von Nachrichtendiensten oder bei schwierigen Militäroperationen, aber auch in der Wirtschaft kommt es oft darauf an, dass sie wegen ihrer Wichtigkeit dem Gegner, Konkurrenten oder der Öffentlichkeit möglichst lange verborgen bleiben sollen.
- Da größere Operationen eine relativ lange Zeit der Vorbereitung benötigen, ist ein griffiger Deckname für sie auch für den Sprachgebrauch der Beteiligten zweckmäßig. Bekannte Beispiele aus den Jahren 1941 bis 1944 sind die Decknamen deutscher Militäroperationen im Zweiten Weltkrieg und der U-Verlagerung (Untertage-Verlagerung) deutscher Rüstungsbetriebe.
- D-Day, wird im Englischen oft gebraucht – meist im Sinn von Stichtag (Decision Day „Tag der Entscheidung“, Delivery Day „Tag der Erfüllung“ oder Doomsday „Tag des jüngsten Gerichts“). Am bekanntesten als Deckname für die Landung der Alliierten in der Normandie (6. Juni 1944). Mit ihr begann die Operation Overlord, die Landung selbst verlief unter dem Codenamen Neptune.

### Wahl militärischer Decknamen
Einerseits gibt es Bezeichnungen, welche das Ziel oder die Motivation der Aktion in verschlüsselter Form ansprechen, wie am Beispiel Enduring Freedom für Afghanistan. Auch der Name Rheinübung könnte so (als militärisches Freihalten des Rückens) gedeutet werden.
Andererseits sind Namen aus der Mythologie festzustellen, wie bei den Operation Greif, Neptune und anderen, oder Anspielungen auf die Geografie (Symbol Sonnenblume) bzw. Militärgeschichte (z. B. Operation Dragoon (1941) für Dragoner, Unternehmen Barbarossa in Erinnerung an den Kaiser Friedrich Barbarossa). Diese sollen durch ihre historisierende, heroisierende Wirkung zusätzlich auf die Beteiligten eine motivierende Wirkung haben.
Decknamen wurden im Nationalsozialismus häufig verwendet, um die Schwere von Verbrechen euphemisierend zu verschleiern, das vielleicht drastischste Beispiel hierfür ist die Verwendung des Wortes "Endlösung" für die millionenfache Ermordung von Menschen.

## Codenamen in Industrie und Militär
Zum Schutz von Industrie- und Militärgeheimnissen wie technischen Entwicklungen und Patenten vor Spionage werden Tarn- und Codenamen verwendet.
Im Ersten und Zweiten Weltkrieg wurden chemische Kampfstoffe, Treib- und Sprengstoffe mit Codenamen wie A-, B-, C-, F-, K-, M-Stoff usw. bezeichnet.

### Computerindustrie
Während der Entwicklung von Hard- oder Software wird dem Produkt oftmals ein Codename zugewiesen, um es im laufenden Projekt bezeichnen zu können. Diese Projektcodenamen sind hauptsächlich für den internen Gebrauch bestimmt und werden in der Regel nach Abschluss der Entwicklung durch marketingtauglichere Namen ersetzt.
In den letzten Jahren stieg die Tendenz, dass Computerfirmen ihre Codenamen stärker in die Öffentlichkeit tragen und diese Namen ebenfalls in die Marketingstrategie einbinden.
- Apple Inc. entwickelte das Betriebssystem macOS, dessen Versionen 10.0 bis 10.5 schon früh unter ihren Codenamen Cheetah, Puma, Jaguar, Panther, Tiger und Leopard bekannt wurden.[6]
- Microsoft nutzt häufig Namen bekannter Orte, um Projekte von Versionen des Betriebssystems Windows zu bezeichnen. Beispiele sind Daytona (Windows NT 3.5), Chicago (Windows 95), Cairo (Windows NT 4.0), Memphis (Windows 98), Georgia (Windows Me), Whistler (Windows XP) und Longhorn (Windows Vista). Auch für sein Betriebssystem Windows Server 2008 war lange dessen Codename Longhorn, der sogar in den ersten öffentlichen Beta-Versionen Verwendung fand. Einen Bruch mit dieser Tradition vollzog Microsoft mit dem Vista-Nachfolger, dessen Codename Vienna in Windows 7 geändert wurde (siehe auch Windows-Codenamen).[7]
- Intel benennt CPU-Projekte nach Orten und Flüssen in der Nähe des jeweiligen Intel-Entwicklungslabors. Da die meisten CPUs von Intel im US-Bundesstaat Oregon entwickelt worden sind, wurden vor allem Namen von Flüssen im amerikanischen Westen als Codenamen vergeben. Beispiele hierfür sind Willamette, Deschutes, Yamhill, Tualatin, Nehalem oder Clackamas. CPUs aus Intels Entwicklungsabteilung in Israel besitzen Codenamen, deren Ursprung Orte und Flüsse aus der Umgebung von Haifa sind, so zum Beispiel Banias oder Dothan.
- AMDs 90-nm- und 65-nm-CPUs unter der K8-Microarchitektur besitzen Codenamen nach Städten rund um den Globus. Für die Phenom-CPUs benutzt der Chip-Hersteller Namen von Sternen. Einige Beispiele sind:
  - Der einkernige Athlon 64 und Athlon 64 FX: Newcastle, Venice, San Diego und Lima
  - Der zweikernige Athlon 64 X2 und Athlon 64 FX: Manchester, Windsor und Brisbane
  - Phenom-CPUs: Altair, Antares, Arcturus und Spica
- Borland entwickelte seine bekannte Entwicklungsumgebung Turbo Pascal unter dem Codenamen Delphi zu einer objektorientierten Programmiersprache weiter. Bereits während der Entwicklungsphase sorgte die neue Programmiersprache für sehr viel Aufsehen unter dem Namen Delphi. Daraufhin ließ der Hersteller Borland die geplante Umbenennung in Turbo Object Pascal bei Markteinführung fallen und nannte sein neues Produkt offiziell Delphi. Durch die enge Zweckbindung der Entwicklungsumgebung an Datenbanken wurde der Name Delphi später in Anspielung auf die Oracle-Datenbanksysteme in „Orakel von Delphi“ umgedeutet.